# Chapada dos Guimarães
Chapada dos Guimarães es un municipio brasilero del estado de Mato Grosso. 
Estuvo considerado el mayor municipio del mundo, debido a su territorio previo con cerca de 269 mil km². El municipio de Chapada dos Guimarães dio origen a municipios como Alta Floresta, Colíder, Sinop, Nova Brasilândia, Paranatinga y otras. Posee varios puntos turísticos como, por ejemplo, el parque nacional de la Chapada dos Guimarães, con cascadas, cavernas, lagunas y senderos en medio de la naturaleza típica del bosque cerrado, vegetación predominante en la ciudad.

## Turismo
La ciudad de Chapada dos Guimarães tiene algunos "puntos" para ser considerada una ciudad turística:
46 Sitios Arqueológicos; 2 Sitios Paleontológicos; 59 Nacientes; 487 Cascadas; 3.300 km² de parque nacional; 2.518 km² de Área de Protección Ambiental; 2 Reservas Estatales; 2 Parques Municipales; 2 Rutas de Parque; 157 km de Paredones; 42 Casas Preservadas por el Iphan; 38 Especies Endémicas
La artesanía local es una de las referencias en la ciudad, con varios artesanos locales que llegaron o nacieron en la ciudad y, que allí, fueron creciendo y viviendo de la artesanía, que es expuesto en la plaza pública de martes a domingo para los habitantes y turistas. Existe un proyecto de una "Calle de las Artesanías", que busca crear un local específico para los artesanos, aunque aún no hay nada proyectado aún.
La temperatura puede llegar a alcanzar hasta 5°C menos que en la capital, Cuiabá.

## Geografía
Se localiza a una latitud 15º27'38" sur y a una longitud 55º44'59" oeste, estando a una altitud de 811 metros. Su población estimada en 2007 era de 17.377 habitantes. Posee un área de 6249,44 km². Es el segundo municipio más alto de Mato Grosso.

## Clima
El clima de Chapada dos Guimarães es el tropical de altitud o subtropical (Cwa). En el inicio de la primavera comienza el período lluvioso que se extiende hasta el inicio de abril, que es el período de calor. A partir de este período, en el otoño, se inicia progresivamente la estación seca, que se fortifica en el invierno. Es en estas dos estaciones donde los frentes fríos y las incursiones polares más significativas del año llegan a la región. El clima pasa a ser frío a la noche y templado durante el día. Las heladas son raras, registrándose una cada cinco años. Las temperaturas negativas son muy raras, de media, una cada diez años.
Chapada dos Guimarães posee el récord de menor temperatura del estado de Mato Grosso, -4,0°C el 18 de julio de 1975.